# Piotr Indyk
Piotr Indyk (geb. vor 1995) ist ein polnisch-US-amerikanischer theoretischer Informatiker. Er ist Professor am CSAIL des Massachusetts Institute of Technology.
Indyk erhielt 1995 seinen Magister-Abschluss in Informatik an der Universität Warschau und promovierte  2000 bei Rajeev Motwani an der Stanford University (High-dimensional computational geometry). Seit 2000 ist er am MIT tätig.
Piotr Indyk ist unter anderem für seine Beiträge zum Lokalitäts-sensitiven Hashing (LSH) bekannt. Lokalitäts-sensitives Hashing kann für die Nearest-Neighbor-Suche in hohen Dimensionen eingesetzt werden. Es findet Anwendung bei Suchmaschinen und im Data Mining.
Im Jahr 2002 erhielt Indyk den Career Award der National Science Foundation.
Im Jahr 2012 erhielt er zusammen mit Andrei Broder und Moses S. Charikar den Paris-Kanellakis-Preis für seine Arbeiten zum Lokalitäts-sensitiven Hashing. Er war Packard Fellow und Sloan Fellow. 2023 wurde Indyk in die American Academy of Arts and Sciences gewählt, 2024 zum Mitglied der National Academy of Sciences.
Zu seinen Doktoranden gehört Alexandr (Alex) Andoni.

## Publikationen
- Nearest Neighbors in high dimensional spaces, CRC Handbook of Discrete and Computational Geometry 2003
- mit Alexandr Andoni Near-Optimal Hashing Algorithms for Approximate Nearest Neighbor in High Dimensions, Communications of the ACM, Band 51, 2008, S. 117–122.